# Wuxi Maoye City - Marriott Hotel
Il Wuxi Maoye City - Marriott Hotel (in cinese: 无锡茂业中心S) è un grattacielo alto 303,8 metri che si trova nella città-prefettura di Wuxi, nella provincia di Jiangsu, in Cina. L'edificio, costruito tra il 2008 ed il 2011, è caratterizzato da una struttura interna in calcestruzzo armato e rivestito da una facciata continua in vetro.